# Lőw Péter
Lőw Péter (Budapest, 1964. április 24. –) magyar biológus, egyetemi docens. Az Eötvös Loránd Tudományegyetem Természettudományi Kar Biológiai Intézet oktatója és kutatója. Kutatási területe az autofágia és az ubiquitin-proteasome rendszer.

## Tanulmányai
Lőw 1983 és 1988 között végezte el az ELTE TTK biológus szakot. 1988 és 1991 között tudományos továbbképzési ösztöndíjasaként dolgozott az ELTE TTK Állatszervezettani Tanszéken.
1991 és 1998 között egyetemi tanársegéd az ELTE TTK Állatszervezettani Tanszéken.
1995-ben PhD fokozatot szerzett  az Eötvös Loránd Tudományegyetemen. A PhD értekezés címe: A 20-hidroxi-ekdizon hatása az Sf9 rovar sejtek lizoszomális és ubiquitin rendszerére.
1998 és 2006 között egyetemi adjunktus az ELTE TTK Állatszervezettani Tanszéken.
2006-től egyetemi docens az ELTE TTK Anatómiai, Sejt- és Fejlődésbiológiai Tanszéken.
2009-ben habilitált az Eötvös Loránd Tudományegyetemen.
2010-től tanszékvezető habilitált egyetemi docens az ELTE TTK Anatómiai, Sejt- és Fejlődésbiológiai Tanszéken.

## Publikációi
A Google Tudós alapján az alábbi 3 publikáció a legidézettebb.
- Lőw, P. (2021). Guidelines for the use and interpretation of assays for monitoring autophagy (4th edition)
- Lőw, P. (2014). The role of the selective adaptor p62 and ubiquitin-like proteins in autophagy
- Lőw, P. (2011). The role of ubiquitin–proteasome system in ageing. General and comparative endocrinology, 172(1), 39-43.

## Hivatkozás
1. ↑  Lőw Péter. elte.hu. (Hozzáférés: 2021. december 7.)
2. ↑  http://peterlow.web.elte.hu/
3. ↑  Lőw Péter. adoc.pub. (Hozzáférés: 2021. december 7.)
4. ↑  https://scholar.google.com/citations?user=RwP0c6IAAAAJ&hl=hu